# Aaron Wildavsky
Aaron Wildavsky (ur. 31 maja 1930, zm. 4 września 1993) – amerykański politolog i teoretyk zarządzania, zaliczany do neokonserwatystów.
Pochodził z rodziny ukraińskich Żydów. W 1962 przeniósł się na UC Berkeley, gdzie pracował do emerytury. W latach 1985–1986 przewodniczył Amerykańskiemu Stowarzyszeniu Nauk Politycznych.
Znany jest ze sformułowania tzw. paradoksu Wildavsky'ego. Zgodnie z nim, kierownik danej organizacji nigdy nie będzie dysponować pełnym zasobem informacji, ponieważ część z nich zginie na "wejściu" do organizacji, a część zostanie przefiltrowana wewnątrz organizacji. Jeśli więc będzie starał się dotrzeć do pierwotnych źródeł informacji, te go przytłoczą; jeśli zaś będzie opierał się na tych informacjach, które do niego docierają, zostanie wprowadzony w błąd.